# Цибинский сельсовет
Цибинский сельсовет — упразднённая административно-территориальная единица, существовавшая на территории Московской губернии и Московской области до 1954 года.
Цибинский сельсовет был образован в первые годы советской власти. По данным 1919 года он входил в состав Михалевской волости Бронницкого уезда Московской губернии.
По данным 1926 года в состав сельсовета входили деревня Цибино, дача Цибинский обход и будка 62 километра Московско-Казанской железной дороги.
В 1929 году Цибинский с/с был отнесён к Ашитковскому району Коломенского округа Московской области. При этом к нему был присоединён Ивановский с/с.
31 августа 1930 года Ашитковский район был переименован в Виноградовский.
19 января 1934 года из Цибинского с/с был выделен Ивановский с/с.
17 июля 1939 года к Цибинскому с/с было присоединено селение Ивановка упразднённого Ивановского с/с.
14 июня 1954 года Цибинский с/с был упразднён. При этом его территория была передана в Михалевский с/с.